# 사랑의 별장
《사랑의 별장》(The Talk Of The Town)은 미국에서 제작된 조지 스티븐스 감독의 1942년 코미디 드라마 영화이다. 캐리 그랜트 등이 주연으로 출연하였고 조지 스티븐스 등이 제작에 참여하였다.

## 출연

### 주연
- 캐리 그랜트
- 진 아서
- 로널드 콜먼

### 조연
- 에드가 뷰캐넌
- 글렌다 패럴
- 찰스 딘글
- 엠마 던
- 렉스 잉그램
- 레오니드 킨스케이
- 톰 타일러
- 돈 베도

## 제작진
- 협력프로듀서 : 프레드 귀올
- 의상 : 아이린